# Whole
Whole – szósty album studyjny amerykańskiej grupy muzycznej SOiL.

## Lista utworów
1. "Loaded Gun" - 2:53
2. "The Hate Song" - 3:12
3. "Ugly" - 3:46
4. "Way Gone" - 3:32
5. "Psychopath" - 2:43
6. "Shine On" - 3:24
7. "Wake Up" - 3:15
8. "Amalgamation" - 3:35
9. "My Time" - 3:04
10. "Little Liar" - 3:34
11. "One Love" - 4:48

## Twórcy
- Ryan McCombs – Śpiew
- Tim King - Gitara basowa
- Adam Zadel – Gitara
- Ulrich Wild - Produkcja
- Will Hunt – Perkusja
- Mitch Gable - Perkusja w utworze "My Time"
- Mike Mushok – Gitara w utworze "Wake Up"